# (73359) 2002 KN2
(73359) 2002 KN2 – planetoida z pasa głównego asteroid okrążająca Słońce w ciągu 3,67 lat w średniej odległości 2,38 j.a. Odkryta 17 maja 2002 roku.